# Peter Richards Islands
Peter Richards Islands är öar i Kanada.   De ligger i territoriet Nunavut, i den nordöstra delen av landet, 3 100 km norr om huvudstaden Ottawa.